# سد پیلائو
سد پیلائو (به لاتین: Barragem de Poilão) یک سد در دماغه سبز است که در سائو لورنچو دوس ارگیوس (دماغه سبز) واقع شده‌است.